# Renato Carettoni
Renato Carettoni (5 giugno 1952 – 26 dicembre 2024) è stato un allenatore di pallacanestro e cestista svizzero.